# Sanitair
Sanitair zijn alle watergerelateerde artikelen die in een badkamer, slaapkamer, toilet, douche of op een andere plek zijn geplaatst of gemonteerd zoals mobiele toiletten, stranddouches met als doel: de verzorging van het menselijke lichaam. Van waterleiding/kraan tot afvoer/riool, alles wat er tussen zit valt onder dit begrip.
Enkele begrippen binnen dit onderwerp:
- aansluitmaterialen
- accessoires
- afvoermaterialen
- baden
- badmeubelen
- bidets
- closetzittingen
- closets
- doucheafscheidingen
- douchecabines
- douchebakken
- douchegarnituren
- kranen
- Lampetstel
- reservoirs
- spiegels
- spoelsystemen
- systeembaden
- urinoirs
- wastafels / fonteintjes
- waterleidingbuis

Met het begrip sanitair wordt in sommige gevallen ook de ruimte bedoeld  waar het sanitair (materiaal) zich bevindt. Met name in de woningmakelaardij wordt gesproken over sanitair waarin bedoeld wordt het toilet en de badkamer van de woning. Een veel gebruikte term om deze sanitaire ruimtes te benoemen is natte ruimte. Bij zwembaden en dergelijke wordt deze term ook gebruikt om een onderscheid te maken met andere faciliteiten.